# Marion Poschmannová

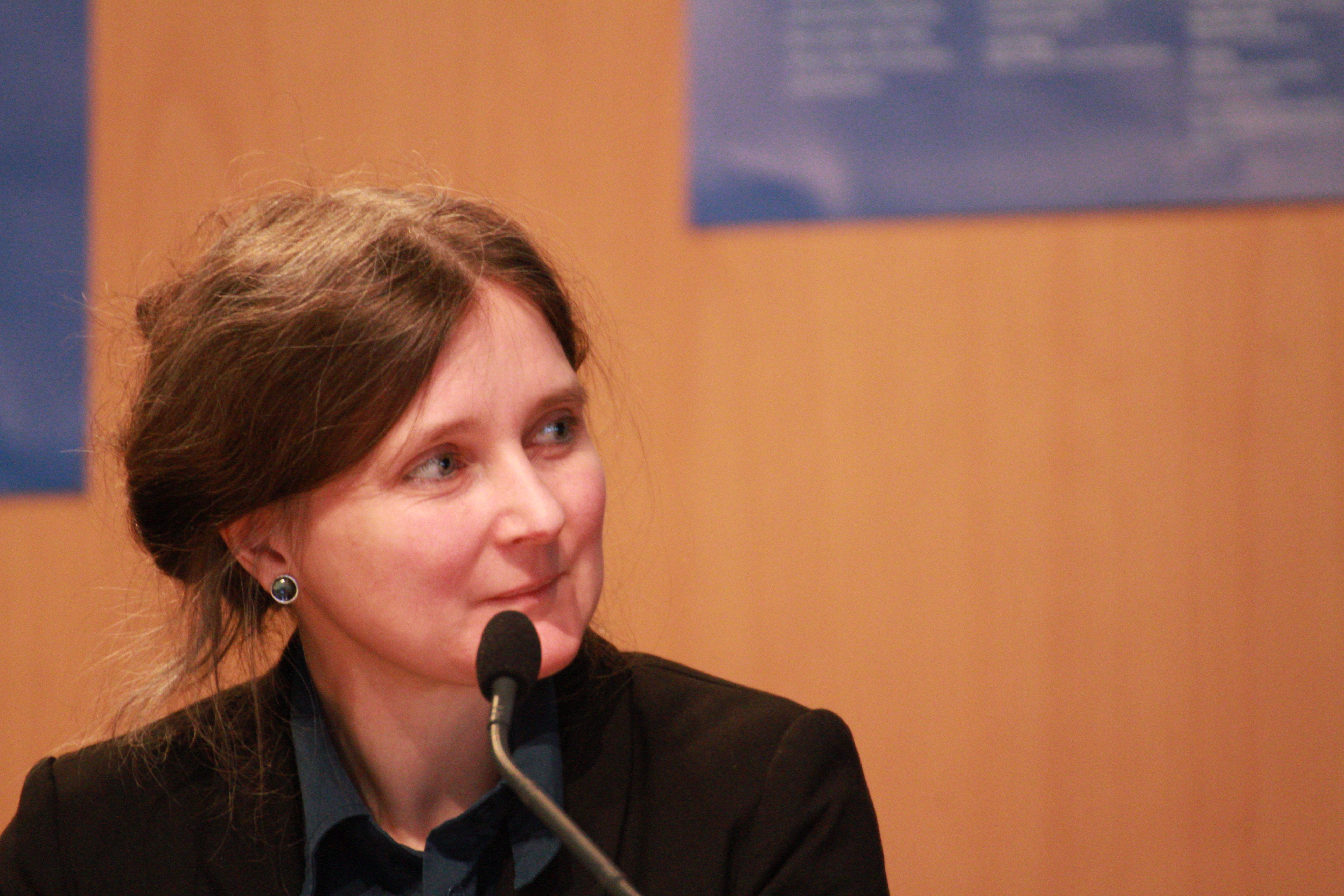
Marion Poschmann (2015)

Marion Poschmannová (nepřechýleně Marion Poschmann, * 15. prosince 1969, Essen) je německá spisovatelka. V rozmezí dvanácti let, tj. v letech 2005, 2013 a 2017, byly její knihy již třikrát nominovány na Německou knižní cenu.

## Biografie
Po maturitě v roce 1989 studovala filozofii, germanistiku a slavistiku v Bonnu a Berlíně. V letech 1997–2003 vyučovala němčinu v rámci německo-polského projektu 'Spotkanie heißt Begegnung'.
Je spisovatelkou na volné noze, žije v Berlíně.

### Přehled děl v originále (výběr)
- Die Kieferninseln: Roman. Berlin: Suhrkamp Verlag, 2017.168 S.

- Geliehene Landschaften: Lehrgedichte und Elegien. Berlin: Suhrkamp Verlag, 2016. 118 S.
- Mondbetrachtung in mondloser Nacht: Über Dichtung. Berlin: Suhrkamp Verlag, 2016. 221 S.
- Die Sonnenposition: Roman.[6][7] Berlin: Suhrkamp Verlag, 2013. 340 S.
- Geistersehen: Gedichte. Berlin: Suhrkamp Verlag, 2010. 126 S.
- Hundenovelle.[8][9] 1. vyd. Frankfurt am Main: Frankfurter Verlagsanstalt (FVA), 2008. 128 S.
- Schwarzweissroman. 1. vyd. Frankfurt am Main: Frankfurter Verlagsanstalt (FVA), 2005. 320 S.
- Grund zu Schafen: Gedichte. Frankfurt am Main: Frankfurter Verlagsanstalt (FVA), 2004. 112 S.
- Baden bei Gewitter: Roman. Frankfurt am Main: Frankfurter Verlagsanstalt (FVA), 2002. 304 S.
- Verschlossene Kammern: Gedichte. Lüneburg: zu Klampen Verlag, 2002. 48 S.

### Slovenské překlady
- Zamknuté komory. Levoča: Modrý Peter, 2014. Edícia: Moderná svetová poézia. Preklad: Nóra Ružičková. 72 S.

### Pořad Českého rozhlasu
- Marion Poschmannová: Něžná jak sanytr. Český rozhlas Vltava, 2020, přeložil a připravil: Jonáš Hájek, účinkují: Jonáš Hájek, Jana Franková, režie: Hana Kofránková[10]